# Battaglia di Jüterbog
La battaglia di Jüterbog fu combattuta il 3 dicembre del 1644 nella regione del Brandeburgo, durante la fase francese della Guerra dei trent'anni; le truppe svedesi al comando di Lennart Torstenson, sconfissero l'esercito imperiale.

## Contesto
Torstenson non voleva attaccare direttamente l'accampamento dell'esercito imperiale e quindi cercò di tagliare i rifornimenti dalla Boemia e dalla Sassonia attraversando il Saale. In effetti, l'esercito imperiale finì gradualmente le provviste. Gallas fu costretto a spostare il suo esercito nella notte tra il 21 e il 22 novembre a Magdeburgo.

## Battaglia e conseguenze
Torstensson inseguì la cavalleria imperiale. Adrian von Enkevort cadde in un'imboscata della Svezia vicino a Niemegk e il 3 dicembre fu fatto prigioniero. La restante cavalleria fuggì nell'Alta Lusazia con pesanti perdite sotto il feldmaresciallo Bruay.
Secondo Gallas, alla fine del mese rimanevano a Magdeburgo solo 1 500 uomini sani e 1 200 malati. Poiché lo stesso Gallas si ammalò, il 7 gennaio del 1645 il suo subcomandante Johann Wilhelm von Hunolstein guidò i rimanenti 1 400 fanti in marcia assieme a 200 cavalieri e 12 cannoni da campo fuori da Magdeburgo. Hunolstein raggiunse Wittenberg in quattro giorni senza ulteriori incidenti e all'inizio di febbraio portò in Boemia il resto dell'esercito imperiale. Lo stesso Gallas lo seguì, arrivando a Praga il 16 febbraio.
Svanita la minaccia imperiale, Torstensson divise il suo esercito. Egli stesso andò in Boemia con 16 000 uomini, il generale Axel Lilienstern occupò la Sassonia elettorale e il generale Hans Christoph von Königsmarck i ducati di Brema e Verden.